# Троицкое (Кореневский район)
Тро́ицкое — село в Кореневском районе Курской области. Входит в состав Викторовского сельсовета.

## География
Село находится в бассейне реки Синяк, в 1 км от российско-украинской границы, в 112 км к юго-западу от Курска, в 24,5 км к югу от районного центра — посёлка городского типа Коренево, в 6 км от центра сельсовета  — Викторовка.
Климат
Троицкое, как и весь район, расположено в поясе умеренно континентального климата с тёплым летом и относительно тёплой зимой (Dfb в классификации Кёппена).

## Население
| 2002 | 2010 |
| ---- | ---- |
| 336  | ↘270 |

## Инфраструктура
Личное подсобное хозяйство. В селе 175 домов.

## Транспорт
Троицкое находится в 23 км от автодороги регионального значения 38К-030 (Рыльск — Коренево — Суджа), на автодороге 38К-006 (Коренево — Троицкое), на автодороге межмуниципального значения 38Н-621 (Троицкое — граница с Украиной), в 3,5 км от автодороги 38Н-055 (Гордеевка — граница с Украиной), в 12 км от ближайшей ж/д станции Глушково (линия 322 км — Льгов I).
В 138 км от аэропорта имени В. Г. Шухова (недалеко от Белгорода).